# Henry Marie Brackenridge

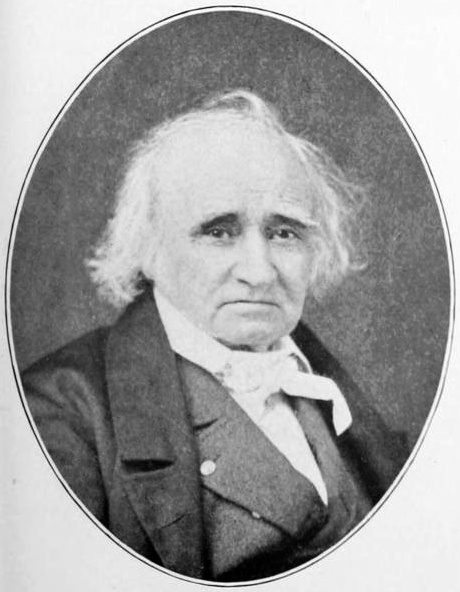
Henry Marie Brackenridge

Henry Marie Brackenridge (* 11. Mai 1786 in Pittsburgh, Pennsylvania; † 18. Januar 1871 ebenda) war ein US-amerikanischer Politiker. In den Jahren 1840 und 1841 vertrat er den Bundesstaat Pennsylvania im US-Repräsentantenhaus.

## Werdegang
Henry Brackenridge war der Sohn des Dichters Hugh Henry Brackenridge (1748–1816). Er wurde von seinem Vater und einem Privatlehrer unterrichtet. Danach absolvierte er die French Academy im heutigen Missouri. Nach einem anschließenden Jurastudium und seiner 1806 erfolgten Zulassung als Rechtsanwalt arbeitete er bis 1810 in Somerset in diesem Beruf. Danach zog er für kurze Zeit nach St. Louis, wo er ebenfalls als Anwalt praktizierte. 1811 wurde er stellvertretender Generalstaatsanwalt im Orleans-Territorium. Ein Jahr später wurde er Bezirksrichter für Louisiana. Während des Britisch-Amerikanischen Krieges von 1812 war er geheimdienstlich für die amerikanische Seite tätig. Später verfasste er eine Abhandlung über diesen Krieg.
Im Jahr 1817 war Brackenridge Sekretär einer amerikanischen Mission nach Südamerika. Auch über diese Reise und seine Eindrücke veröffentlichte er später ein Buch. 1821 arbeitete er für Andrew Jackson, der damals Gouverneur des Florida-Territoriums war. Durch dessen Einfluss wurde er Richter im westlichen Teil dieses Gebietes. Dieses Amt bekleidete er zwischen 1821 und 1832. Im Jahr 1832 kehrte Henry Brackenridge nach Pennsylvania zurück, wo er große Ländereien erwarb. Dort gründete er auch die Stadt Tarentum. Politisch schloss er sich der Whig Party an.
Nach dem Rücktritt des Abgeordneten Richard Biddle wurde Brackenridge bei der fälligen Nachwahl als dessen Nachfolger in das US-Repräsentantenhaus in Washington, D.C. gewählt, wo er am 13. Oktober 1840 sein neues Mandat antrat. Da er für die regulären Wahlen des Jahres 1840 von seiner Partei nicht zur Wiederwahl nominiert wurde, konnte er bis zum 3. März 1841 nur die laufende Legislaturperiode im Kongress beenden. Nach seiner Zeit im US-Repräsentantenhaus widmete sich Henry Brackenridge vor allem seinen literarischen Arbeiten. Einige seiner Werke gelten als gute wissenschaftlich-historische Quellen. Er starb am 18. Januar 1871 in Pittsburgh und wurde in der nach ihm benannten Stadt Brackenridge beigesetzt.